# Jean Fournier de Bellevue
 (décemnre 2022).
Pour les articles homonymes, voir Jean Fournier et Fournier.
Jean Fournier de Bellevue, né Jean Marie Anne Joseph Fournier de Bellevue le 8 avril 1861 à Augan (Morbihan), et mort le 29 septembre 1904 dans la même commune, est un prêtre catholique français, professeur de théologie au séminaire de Vannes, après avoir été recteur de Campénéac. Il est connu pour trois ouvrages publiés au début du XXe siècle[Lesquels ?].

## Hommages
En Bretagne, au moins quatre rues, dans le diocèse de Vannes, portent son nom, d'après Les Noms qui ont fait l'histoire de Bretagne, 1997.

## Sources
- "Bellevue Jean Fournier de", in: Jean-Marie Mayeur, Michel Lagrée, La Bretagne, Beauchesne, 1990